# Associazione Calcio Napoli 1959-1960
Questa voce raccoglie le informazioni riguardanti l'Associazione Calcio Napoli nelle competizioni ufficiali della stagione 1959-1960.

## Stagione
Nella stagione 1959-1960 il Napoli ha disputato il campionato di Serie A, con 29 punti in classifica ha ottenuto la tredicesima posizione, il titolo di campione d'Italia è andato dalla Juventus che ha vinto il torneo con 55 punti, davanti alla Fiorentina con 47 punti. Sono retrocessi in Serie B il Genoa con 18 punti, l'Alessandria con 25 punti ed il Palermo con 27 punti.
Sotto la guida del nuovo allenatore Annibale Frossi, arrivarono il mediano Gianfelice Schiavone, il secondo portiere Pacifico Cuman e l'attaccante napoletano Gennaro Rambone, nella sua unica stagione in maglia azzurra. Dopo 4 sconfitte nelle prime 4 partite, Annibale Frossi venne esonerato e venne richiamato Amedeo Amadei, che riportò subito la squadra alla vittoria contro l'Atalanta per (1-0). Il 6 dicembre 1959, dopo dieci anni di lavori, è stato inaugurato lo stadio San Paolo con il match contro la Juventus, un incontro di cartello che vide il Napoli imporsi (2-1) con le reti di Vitali e Vinício. L'ultima partita allo Stadio Arturo Collana vide il Napoli imporsi sul Vicenza per (3-1), venne giocata il 15 novembre 1959. Gli azzurri chiusero la stagione al 13º posto con 29 punti, con due punti di vantaggio sulla terzultima, il miglior marcatore stagionale partenopeo è stato il brasiliano Emanuele Del Vecchio con 10 reti in 27 partite.

## Divise
| Prima divisa | Divisa portiere |

## Organigramma societario
- Presidente: Alfonso Cuomo
- Allenatore: Annibale Frossi, poi Amedeo Amadei.

## Rosa
| N. |                   | Ruolo | Calciatore           |
| -- | ----------------- | ----- | -------------------- |
|    | Italia (bandiera) | P     | Ottavio Bugatti      |
|    | Italia (bandiera) | P     | Pacifico Cuman       |
|    | Italia (bandiera) | D     | Rodolfo Beltrandi    |
|    | Italia (bandiera) | D     | Luciano Comaschi     |
|    | Italia (bandiera) | D     | Guglielmo Costantini |
|    | Italia (bandiera) | D     | Cesare Franchini     |
|    | Italia (bandiera) | D     | Elia Greco           |
|    | Italia (bandiera) | D     | Dolo Mistone         |
|    | Italia (bandiera) | D     | Celso Posio          |
|    | Italia (bandiera) | D     | Gianfelice Schiavone |
|    | Italia (bandiera) | C     | Gino Bertucco        |

| N. |                      | Ruolo | Calciatore               |
| -- | -------------------- | ----- | ------------------------ |
|    | Italia (bandiera)    | C     | Amedeo Gasparini         |
|    | Italia (bandiera)    | C     | Sergio Morin             |
|    | Argentina (bandiera) | C     | Bruno Pesaola (capitano) |
|    | Italia (bandiera)    | C     | Alessandro Vitali        |
|    | Brasile (bandiera)   | A     | Emanuele Del Vecchio     |
|    | Italia (bandiera)    | A     | Beniamino Di Giacomo     |
|    | Italia (bandiera)    | A     | Vincenzo Di Mauro        |
|    | Italia (bandiera)    | A     | Guido Postiglione        |
|    | Italia (bandiera)    | A     | Gennaro Rambone          |
|    | Italia (bandiera)    | A     | Carlo Novelli            |
|    | Brasile (bandiera)   | A     | Luís Vinício             |

## Calciomercato
| Acquisti | Acquisti             | Acquisti    | Acquisti   |
| R.       | Nome                 | da          | Modalità   |
| -------- | -------------------- | ----------- | ---------- |
| A        | Gennaro Rambone      | Catanzaro   | definitivo |
| P        | Pacifico Cuman       | Alessandria | definitivo |
| D        | Gianfelice Schiavone | Brescia     | definitivo |

| Cessioni | Cessioni           | Cessioni | Cessioni   |
| R.       | Nome               | a        | Modalità   |
| -------- | ------------------ | -------- | ---------- |
| C        | Luigi Brugola      | Messina  | definitivo |
| D        | Pierluigi Del Bene | Udinese  | prestito   |

## Risultati

### Serie A

#### Girone di andata
| Arbitro: | Famulari (Messina) |

|  |           |                             |
|  | Marcatori | 61’, 62’ Rossi 68’ Morbello |

| Arbitro: | Babini (Ravenna) |

|                      |           |                |
| Orzan 56’ Hamrin 61’ | Marcatori | 54’ Di Giacomo |

| Arbitro: | De Marchi (Pordenone) |

|  |           |             |
|  | Marcatori | 75’ Barison |

| Arbitro: | Rigato (Mestre) |

|                                              |           |                 |
| Galli 13’ Schiaffino 20’ Bertucco 74’ (aut.) | Marcatori | 89’ Del Vecchio |

| Arbitro: | Gambarotta (Genova) |

|                 |           |  |
| Del Vecchio 28’ | Marcatori |  |

| Palermo 25 ottobre 1959 6ª giornata | Palermo         | 0 – 0 | Napoli | Stadio La Favorita\| Arbitro: \| Moriconi (Roma) \| |
| Arbitro:                            | Moriconi (Roma) |       |        |                                                     |

| Napoli 8 novembre 1959 7ª giornata | Napoli            | 0 – 0 | Lazio | Stadio del Vomero\| Arbitro: \| Liverani (Torino) \| |
| Arbitro:                           | Liverani (Torino) |       |       |                                                      |

| Arbitro: | Grignani (Milano) |

|                                         |           |              |
| Comaschi 22’ Del Vecchio 54’ Vitali 63’ | Marcatori | 40’ Traverso |

| Udine 22 novembre 1959 9ª giornata | Udinese            | 0 – 0 | Napoli | Stadio Moretti\| Arbitro: \| Campanati (Milano) \| |
| Arbitro:                           | Campanati (Milano) |       |        |                                                    |

| Arbitro: | Jonni (Macerata) |

|                       |           |                    |
| Vitali 6’ Vinicio 63’ | Marcatori | 89’ (rig.) Cervato |

| Arbitro: | Orlandini (Roma) |

|            |           |                |
| Filini 65’ | Marcatori | 68’ Di Giacomo |

| Arbitro: | Bonetto (Torino) |

|             |           |                             |
| Rambone 14’ | Marcatori | 62’ (aut.) Mistone 89’ Erba |

| Arbitro: | Rigato (Mestre) |

|  |           |                  |
|  | Marcatori | 72’, 89’ Vinicio |

| Arbitro: | Liverani (Torino) |

|                                                    |           |                |
| Pascutti 35’, 55’ Campana 39’ Beltrandi 68’ (aut.) | Marcatori | 61’ Di Giacomo |

| Arbitro: | Annoscia (Bari) |

|                 |           |                          |
| Del Vecchio 42’ | Marcatori | 33’ Zerlin 90’ Brighenti |

| Arbitro: | Lo Bello (Siracusa) |

|                                        |           |  |
| Castellazzi 9’ Selmosson 42’ David 45’ | Marcatori |  |

| Arbitro: | Jonni (Macerata) |

|                |           |          |
| Di Giacomo 82’ | Marcatori | 7’ Corso |

#### Girone di ritorno
| Arbitro: | Ferrari (Milano) |

|                                |           |                             |
| Morbello 37’ (rig.) 55’ (rig.) | Marcatori | 22’ Del Vecchio 50’ Vinicio |

| Arbitro: | Lo Bello (Siracusa) |

|  |           |                                |
|  | Marcatori | 9’ Azzali 34’, 63’, 70’ Hamrin |

| Genova 21 febbraio 1960 20ª giornata | Genoa             | 0 – 0 | Napoli | Stadio Luigi Ferraris\| Arbitro: \| Grignani (Milano) \| |
| Arbitro:                             | Grignani (Milano) |       |        |                                                          |

| Arbitro: | Rigato (Mestre) |

|             |           |            |
| Vinicio 11’ | Marcatori | 63’ Danova |

| Arbitro: | Angelini (Firenze) |

|              |           |  |
| Olivieri 82’ | Marcatori |  |

| Arbitro: | Jonni (Macerata) |

|                               |           |             |
| Di Giacomo 8’ Del Vecchio 13’ | Marcatori | 2’ Vernazza |

| Arbitro: | Lo Bello (Siracusa) |

|                          |           |                 |
| Visentin 48’ Rozzoni 86’ | Marcatori | 80’ Del Vecchio |

| Vicenza 3 aprile 1960 25ª giornata | Lanerossi Vicenza | 0 – 0 | Napoli | Stadio Romeo Menti\| Arbitro: \| Rebuffo (Milano) \| |
| Arbitro:                           | Rebuffo (Milano)  |       |        |                                                      |

| Arbitro: | Campanati (Milano) |

|                 |           |           |
| Del Vecchio 52’ | Marcatori | 76’ Milan |

| Arbitro: | Grignani (Milano) |

|                                        |           |                                |
| Sivori 19’, 20’ (rig.) 67’ Charles 37’ | Marcatori | 57’ Di Giacomo 82’ Del Vecchio |

| Arbitro: | Jonni (Macerata) |

|            |           |            |
| Vitali 55’ | Marcatori | 23’ Rivera |

| Arbitro: | Rigato (Mestre) |

|                      |           |                |
| Seghedoni 34’ (rig.) | Marcatori | 77’ Di Giacomo |

| Arbitro: | Campanati (Milano) |

|                |           |              |
| Di Giacomo 45’ | Marcatori | 24’ Skoglund |

| Arbitro: | Adami (Roma) |

|                                |           |  |
| Postiglione 34’ Di Giacomo 71’ | Marcatori |  |

| Arbitro: | Liverani (Torino) |

|            |           |                             |
| Tortul 45’ | Marcatori | 68’ Postiglione 71’ Vinicio |

| Arbitro: | Grignani (Milano) |

|                        |           |  |
| Del Vecchio 11’ (rig.) | Marcatori |  |

| Arbitro: | Sbardella (Roma) |

|                                      |           |             |
| Firmani 25’ Lindskog 42’ Bicicli 82’ | Marcatori | 45’ Vinicio |

### Coppa Italia
| Arbitro: | Cariani (Roma) |

|                                         |           |  |
| Vitali 15’, 24’, 64’ Vinicio 86’ (rig.) | Marcatori |  |

| Arbitro: | Angelini (Firenze) |

|               |           |  |
| Di Giacomo 9’ | Marcatori |  |

| Arbitro: | Leita (Udine) |

|             |           |  |
| Campana 31’ | Marcatori |  |

## Statistiche

### Statistiche di squadra
| Competizione | Punti | In casa | In casa | In casa | In casa | In casa | In casa | In trasferta | In trasferta | In trasferta | In trasferta | In trasferta | In trasferta | Totale | Totale | Totale | Totale | Totale | Totale | DR  |
| Competizione | Punti | G       | V       | N       | P       | Gf      | Gs      | G            | V            | N            | P            | Gf           | Gs           | G      | V      | N      | P      | Gf     | Gs     | DR  |
| ------------ | ----- | ------- | ------- | ------- | ------- | ------- | ------- | ------------ | ------------ | ------------ | ------------ | ------------ | ------------ | ------ | ------ | ------ | ------ | ------ | ------ | --- |
| Serie A      | 29    | 17      | 6       | 6       | 5       | 18      | 21      | 17           | 2            | 7            | 8            | 15           | 27           | 34     | 8      | 13     | 13     | 33     | 48     | -15 |
| Coppa Italia |       | 2       | 2       | 0       | 0       | 5       | 0       | 1            | 0            | 0            | 1            | 0            | 1            | 3      | 2      | 0      | 1      | 5      | 1      | +4  |
| Totale       |       | 19      | 8       | 6       | 5       | 23      | 21      | 18           | 2            | 7            | 9            | 15           | 28           | 37     | 10     | 13     | 14     | 38     | 49     | -11 |

### Statistiche dei giocatori
| Giocatore      | Serie A  | Serie A | Coppa Italia | Coppa Italia | Totale   | Totale |
| Giocatore      | Presenze | Reti    | Presenze     | Reti         | Presenze | Reti   |
| -------------- | -------- | ------- | ------------ | ------------ | -------- | ------ |
| R. Beltrandi   | 34       | 0       | 3            | 0            | 37       | 0      |
| G. Bertucco    | 10       | 0       | 3            | 0            | 13       | 0      |
| O. Bugatti     | 33       | -43     | 3            | -1           | 36       | -44    |
| L. Comaschi    | 23       | 1       | 3            | 0            | 26       | 1      |
| G. Costantini  | 4        | 0       | -            | -            | 4        | 0      |
| P. Cuman       | 1        | -3      | -            | -            | 1        | -3     |
| E. Del Vecchio | 27       | 10      | 1            | 0            | 28       | 10     |
| B. Di Giacomo  | 31       | 9       | 2            | 1            | 33       | 10     |
| V. Di Mauro    | 1        | 0       | -            | -            | 1        | 0      |
| C. Franchini   | 2        | 0       | 2            | 0            | 4        | 0      |
| A. Gasparini   | 13       | 0       | -            | -            | 13       | 0      |
| E. Greco       | 25       | 0       | 3            | 0            | 28       | 0      |
| D. Mistone     | 23       | 0       | 1            | 0            | 24       | 0      |
| S. Morin       | 10       | 0       | 2            | 0            | 12       | 0      |
| B. Pesaola     | 26       | 0       | 3            | 0            | 29       | 0      |
| C. Posio       | 32       | 0       | 2            | 0            | 34       | 0      |
| G. Postiglione | 6        | 2       | 1            | 0            | 7        | 2      |
| G. Rambone     | 8        | 1       | 3            | 0            | 11       | 1      |
| G. Schiavone   | 18       | 0       | -            | -            | 18       | 0      |
| L. Vinicio     | 30       | 7       | 1            | 1            | 31       | 8      |
| A. Vitali      | 17       | 3       | 2            | 3            | 19       | 6      |